# Disco Elysium
Disco Elysium è un videogioco che unisce elementi di adventure e di gioco di ruolo, sviluppato e pubblicato da ZA/UM. Ispirato ai giochi dell'era dell'Infinity Engine, tra cui in particolare Planescape: Torment, il gioco è stato scritto e progettato dallo scrittore estone Robert Kurvitz e presenta uno stile artistico distintivo simile alla pittura a olio mentre la colonna sonora del gioco è stata composta dal gruppo inglese British Sea Power.
Disco Elysium è un gioco di ruolo non tradizionale, in quanto per lo più privo di combattimenti. Gli eventi di gioco vengono infatti risolti nella maggior parte dei casi tramite test di abilità e dialoghi, con un sistema di 24 abilità che rappresentano i diversi aspetti del protagonista, come la sua empatia e la sua percezione. Il gioco è basato sull'ambientazione e sulle regole per un gioco di ruolo da tavolo che Kurvitz ha precedentemente creato, per poi formare ZA/UM nel 2016 e ambientarci un videogioco.
Disco Elysium, apprezzato per la sua scrittura e qualità narrativa, oltre che per il comparto grafico, è stato spesso citato come uno dei migliori videogiochi di tutti i tempi e ha vinto numerosi premi, tra cui il premio come miglior videogioco indipendente e miglior gioco di ruolo ai The Game Awards nel 2019. Nel 2020 è stata annunciata una serie televisiva basata sul gioco.
Il gioco è ambientato in un quartiere di una città che si sta ancora riprendendo da un assedio avvenuto decenni prima degli eventi del gioco. Il giocatore assume il controllo di un detective che soffre di amnesia al quale è stato affidato l'incarico di risolvere un misterioso omicidio.
Disco Elysium è uscito in versione per Windows nell'ottobre del 2019 e per macOS nell'aprile del 2020. Una versione migliorata del gioco, che include il doppiaggio completo e nuove funzionalità, sottotitolata The Final Cut, è stata resa disponibile per console nel 2021, insieme a un aggiornamento gratuito per le versioni PC.

## Ambientazione
Le vicende di Disco Elysium sono ambientate in un mondo fantastico-realista chiamato Elysium, il quale comprende oltre seimila anni di storia. Gli eventi del gioco si svolgono nel cinquantunesimo anno del secolo in corso, ovvero nel periodo più moderno. Il mondo di Elysium è composto da "isolas", ammassi di terra e mare, separati l'uno dall'altro dal "Pale", un imperscrutabile tessuto connettivo simile alla nebbia, dentro al quale le leggi della realtà cessano di esistere. Restare esposti al Pale per un tempo prolungato porta all'instabilità mentale e alla morte. L'attraversamento del Pale, che di solito viene effettuato con dirigibili, è fortemente regolamentato a causa del pericolo. A causa della presenza del Pale, il mondo non è mai stato esplorato completamente, tanto che gli abitanti di Elysium pensano che il loro mondo non sia effettivamente una sfera, ma qualcosa simile a un disco poiché è circondato da un anello grigio. Inoltre, lo spazio occupato dal Pale si sta espandendo e prima o poi sembra destinato a ricoprire l'intero mondo.
La storia politica e culturale è varia (e diversa) per ogni località del mondo del gioco. Le nazioni e le persone all'interno di "Disco Elysium" generalmente seguono quattro ideologie principali: comunismo, fascismo, moralismo e ultra liberalismo.
Il comunismo, chiamato anche Mazovianismo, è stato fondato da un materialista storico chiamato Kras Mazov, e invece di essere associato al colore rosso e alla falce e martello, è rappresentato dal colore bianco e da un pentagramma con un paio di corna di cervo. Il moralismo, pur essendo un'ideologia centrista, porta sfumature religiose a causa della sua associazione con la più grande religione di Elysium, il Dolorianesimo.
Gli eventi del gioco si svolgono in un quartiere povero chiamato Martinaise, situato all'interno della città di Revachol, sull'isola d'Insulinde (chiamata anche il "Nuovo Nuovo Mondo"). Quarantanove anni prima degli eventi del gioco, a causa di un'ondata di rivoluzioni comuniste che ha travolto più paesi, la sovranità di Revachol, una monarchia che fino a quel momento era stata la potenza preminente di Elysium, fu rovesciata e sostituita da una comune. Sei anni dopo, la comune di Revachol fu rovesciata da un'alleanza invasiva di nazioni moraliste-capitaliste chiamate "la Coalizione". Revachol è stata designata come Regione amministrativa speciale e rimane tuttora sotto il controllo della coalizione, anche se la città resta priva di governo ed è stata consegnata al libero mercato. Una delle poche responsabilità governative che la Coalizione concede alla popolazione di Revachol è la polizia, che viene svolta dalla "Revachol Citizens Militia" (RCM), una brigata di cittadini volontari trasformata in forza di polizia semi-professionale, della quale fa parte anche il protagonista.

## Trama
Il protagonista si sveglia in una stanza d'ostello a Martinaise con una grave sbornia e nessun ricordo della propria identità e del proprio passato. Qui incontra il tenente Kim Kitsuragi, che lo informa che entrambi sono stati incaricati d'indagare sulla morte di un uomo, trovato impiccato a un albero dietro all'ostello. L'identità della vittima all'inizio non è chiara e la prima analisi della scena indica che è stato linciato da un gruppo di persone. Durante l'investigazione, i due ritrovano il distintivo del protagonista, grazie al quale scoprono che il suo nome è Harrier "Harry" Du Bois e che lavora come detective con la RCM. Harry, a causa di un triste evento avvenuto anni prima, ha avuto una crisi di mezza età e l'essere stato assegnato al caso dell'uomo impiccato ha dato il via ad una serie di eventi autodistruttivi, che lo hanno portato a perdere i sensi e la memoria.
Durante l'investigazione, Harry e Kim scoprono che l'omicidio è collegato a uno sciopero in corso da parte del sindacato dei lavoratori portuali di Martinaise contro il "Wild Pine Group", una corporazione logistica. I due decidono così di interrogare il capo del sindacato e una negoziatrice della Wild Pine, Joyce Messier, la quale rivela che il nome dell'impiccato era Ellis Kortenaer, chiamato "Lely", e che era a capo di una squadra di mercenari assunti dalla Wild Pine per fermare lo sciopero. La donna avverte i protagonisti che gli altri mercenari sono infuriati e che molto probabilmente cercano vendetta per il compagno assassinato.
I due detective scoprono, grazie all'autopsia del cadavere, che l'uomo è stato ucciso prima di essere impiccato e che un gruppo di lavoratori portuali, chiamati "gli Hardie Boys", che si comportano da vigilanti rivendica la responsabilità dell'omicidio. I membri degli Hardie Boys affermano che Lely, in precedenza, ha tentato di violentare un'ospite dell'ostello di nome Klaasje. La donna confessa che Lely è stato colpito alla bocca da una pallottola mentre stavano avendo un rapporto sessuale consensuale. Incapace di identificare l'origine e la provenienza del proiettile e timorosa delle autorità a causa del suo passato, Klaasje ha arruolato una camionista simpatizzante del sindacato di nome Ruby, che ha inscenato l'impiccagione di Lely insieme agli Hardie Boys. I due scoprono anche che da allora nessuno ha più visto Ruby, ma che probabilmente è ancora a Martinaise. Kim ed Harry, dopo molte ricerche, trovano Ruby all'interno di un edificio abbandonato. Ruby stordisce i detective con uno strumento basato sulle onde radio, normalmente utilizzato per agevolare l'attraversamento del Pale. Ruby afferma che l'idea di inscenare l'omicidio è stata di Klaasje e che non ha la minima idea di chi abbia ucciso l'uomo. Harry, dopo aver disabilitato lo strumento, tenta di arrestare Ruby, la quale, in base alle azioni del giocatore, può scappare o togliersi la vita. I due trovano anche un diario e dopo averlo letto, suppongono che la donna abbia dei complici che probabilmente si trovano all'ostello.
Harry e Kim tornano all’ostello, dove trovano una situazione di stallo tra i mercenari e gli Hardie Boys. I mercenari hanno intenzione di fare giustizia e di vendicare il compagno ucciso uccidendo tutti gli Hardie Boys. I detective intervengono nel conflitto e tentano di far ragionare i mercenari e di far capire loro che nessuno di loro ha commesso l’omicidio. I mercenari però non intendono ascoltare i detective e iniziano una sparatoria, nella quale Harry viene ferito. Poco prima di perdere i sensi a causa delle ferite, il protagonista viene raggiunto dal partner, il quale, in base alle azioni del giocatore, può rimanere ferito o fermare i mercenari con l’aiuto degli Hardie Boys.
Qualche giorno dopo la sparatoria, il protagonista riprende conoscenza nella sua stanza d’ostello, dove si riunisce con Kim (se non è stato ferito dai mercenari). I detective seguono le tracce rimanenti e non ancora analizzate, dalle quali determinano che l'unico posto rimasto dal quale può essere stato sparato il proiettile è una fortezza abbandonata su un'isola vicina alle coste di Martinaise.
I due arrivano sull'isola, dove incontrano l'assassino: un ex commissario dell'esercito comunista di Revachol di nome Iosef Lilianovich Dros.
Iosef rivela di aver sparato all'uomo con il suo fucile di precisione in preda a un attacco di rabbia e di gelosia. Le sue motivazioni per l'omicidio sono nate dalla sua amarezza nei confronti del sistema capitalista rappresentato da Lely e dall'invidia sessuale verso Klaasje. Mentre i detective sono in procinto di arrestare l'uomo, un insettoide criptide, noto come Insulindian Phasmid, appare dalla vegetazione. Viene rivelato che la creatura ha innescato indirettamente la catena di eventi che hanno portato all'omicidio, poiché la sua presenza ha influenzato la mente di Iosef per anni, alimentando il suo risentimento. Il protagonista può avere una conversazione con l’insetto, che gli dice di andare avanti con la sua vita. Appena tornati sulla terraferma, i due vengono affrontati dai componenti della vecchia squadra di Harry, i quali riflettono sulle sue azioni durante il gioco, in particolare su come ha risolto il caso, su come ha gestito i mercenari e su come ha aiutato gli abitanti di Martinaise. Il vecchio partner di Harry conferma che il suo crollo emotivo è stato causato dal divorzio con la moglie, avvenuto anni prima rispetto agli eventi del gioco. Nel miglior risultato possibile, la squadra è ottimista sul fatto che il protagonista possa migliorare in futuro e invita Kim a unirsi a loro. Infine, tutti salgono su un'auto della RCM e abbandonano il quartiere. Nel peggior risultato possibile, invece, il protagonista abbandona la RCM.

## Gameplay
Disco Elysium è un videogioco di ruolo non tradizionale che presenta un mondo aperto con meccaniche di gioco incentrate sui dialoghi ed è presentato in uno stile isometrico. Il giocatore controlla un detective che soffre di un'amnesia indotta da alcol e droghe e al quale è stato assegnato un caso di omicidio. Il giocatore può spostare il protagonista nel mondo di gioco per interagire con personaggi non giocanti o con determinati oggetti. All'inizio del gioco, si unirà al protagonista un altro detective, Kim, il quale aiuterà il protagonista nell'indagine, offrendo a volte consigli o aiuti durante alcune opzioni di dialogo. I dialoghi con i vari personaggi all'interno del gioco variano in base a molti fattori come, per esempio, la presenza di Kim.
Il gioco non presenta combattimenti in senso tradizionale; le dinamiche di gioco, infatti, vengono risolte attraverso test di abilità e alberi di dialogo. Il gioco offre quattro abilità principali: Intelletto, Psiche, Fisico e Motoria. Ogni abilità ha sei abilità secondarie distinte, per un totale di 24. L'insieme di queste 24 abilità è chiamato sistema limbico. All'inizio del gioco, il giocatore può personalizzare il livello delle quattro abilità principali (entro i limiti imposti dal gioco), oppure può scegliere uno dei tre modelli di default. Durante il gioco, il giocatore può migliorare queste 24 abilità attraverso i punti abilità guadagnati salendo di livello. La scelta dell'abbigliamento del protagonista può impartire effetti sia positivi che negativi su determinate abilità. L'aumentare di livello di queste abilità aiuta il giocatore a superare i test di abilità, basati su un tiro di dadi casuale. Fallire un test di abilità impedirà al giocatore di ritentare il tiro di dadi fino al giorno successivo, a meno che non si investano degli ulteriori livelli in una determinata abilità. Aumentare il livello di un'abilità può portare cambiamenti alla psiche e alla personalità del protagonista. Per esempio, se il giocatore ha investito dei punti nell'abilità "Visual Calculus", il protagonista sarà in grado di analizzare l'ambiente circostante e ricostruire nella propria mente cos'è accaduto in quel luogo.
Disco Elysium dispone anche di un inventario secondario chiamato "Thought Cabinet" (letteralmente "Armadietto dei pensieri"), il quale rappresenta i pensieri del protagonista; infatti, durante il gioco è possibile ottenere ed equipaggiare dei pensieri. I pensieri possono essere acquisiti dialogando con i vari personaggi nel gioco, oppure, per esempio, ispezionando una scena o determinati oggetti. Dopo aver equipaggiato un pensiero, occorrerà attendere che il protagonista finisca di elaborare il pensiero ed infine, si otterranno malus o bonus permanenti, trasformando il pensiero in un tratto caratteristico del detective. L'idea del Thought Cabinet è stata paragonata da ZA/UM al sistema di attributi della saga di Fallout. I pensieri rappresentano le ideologie, i dubbi e i ricordi frammentati del protagonista.
Le 24 abilità giocano una parte importante nei dialoghi poiché sono in grado di comunicare con il protagonista, creando una situazione in cui il personaggio del giocatore può avere un dialogo interiore con un aspetto della propria mente o del proprio corpo, dando l'idea che il giocatore stia comunicando con una persona frammentata. Queste conversazioni interne possono fornire suggerimenti o approfondimenti aggiuntivi al giocatore, guidandolo in certe situazioni o dialoghi con determinati personaggi, in base ai punti investiti in una determinata abilità.
Nel gioco, sono inoltre presenti due parametri fondamentali: "Salute" e "Morale". Questi due parametri sono basati rispettivamente su Fisico e Psiche. La salute rappresenta la salute fisica del protagonista, mentre la Morale la sua salute mentale. Se uno dei due parametri dovesse raggiungere lo zero, si avrà un Game over, poiché il protagonista, nel caso in cui la salute raggiunga lo zero, avrà un infarto, mentre nel caso in cui si esaurisca la morale lascerà la RCM. I due parametri possono abbassarsi fallendo dei test di abilità o compiendo certe azioni come, per esempio, fumare o bere alcolici.

## Sviluppo

### L'idea e la fondazione di ZA/UM
Disco Elysium è stato sviluppato dalla casa di sviluppo indipendente estone ZA/UM, fondata dallo scrittore Robert Kurvitz, il quale ha svolto la funzione di scrittore e game designer del gioco. Kurvitz, sin dal 2001 ha fatto parte di una band di rock progressivo chiamata Ultramelanhool. Nel 2005, mentre si trovava a Tallinn con la band in difficoltà finanziarie, concepì un mondo immaginario mentre ascoltava Adagio for Strings di Tiësto. Sentendo di avere un'idea solida, riunì un collettivo di artisti e musicisti, tra cui il pittore Aleksander Rostov, per espandere la sua idea e sviluppare un gioco di ruolo da tavolo basato su Dungeons & Dragons con un'ambientazione simil-steampunk. Sempre nello stesso periodo, Robert incontrò lo scrittore Kaur Kender, il quale lo aiutò a scrivere un romanzo ambientato nel mondo da lui creato. Il libro, intitolato Sacred and Terrible Air è ambientato nel mondo di Elysium, e narra le vicende di tre uomini che, vent'anni dopo l'inspiegabile scomparsa dei loro compagni di classe, sono ancora determinati a trovarli. Il romanzo, pubblicato nel 2013, nonostante le recensioni positive, è stato un fallimento commerciale, in seguito al quale Kurvitz cadde in un periodo di depressione e alcolismo.
Kurvitz alla fine riuscì a superare questo periodo e aiutò Kender a superare il proprio alcolismo. Kender, per esprimere la propria gratitudine, suggerì a Kurvitz di trasformare il suo mondo in un videogioco, così da suscitare un maggiore interesse nelle persone. Kurvitz prima di quel momento non aveva mai lavorato ad un videogioco, ma dopo aver visto un artwork di Revachol, comprese che il gioco sarebbe stato perfetto con una visuale isometrica. Kurvitz scrisse una descrizione di quello che sarebbe stato il gioco: "D&D incontra il poliziesco degli anni '70, in un'originale ambientazione 'fantastica realista', con spade, pistole e automobili. Con una storia imponente e reattiva e incentrato sull'esplorazione di un vasto ghetto colpito dalla povertà, con dei combattimenti profondi e strategici."
Kender rimase colpito dalle forti affermazioni, investendo nello sviluppo del gioco, con ulteriori investimenti provenienti da amici e familiari. Kender in seguito divenne il produttore esecutivo di Disco Elysium. Il gioco è stato annunciato, con data d'uscita fissata per il 2017, con il titolo No Truce With the Furies, nome tratto dalla poesia Riflessioni dello scrittore inglese R. S. Thomas, pubblicata nell'omonimo libro No Truce with the Furies nel 1995.
Kurvitz fondò così il team ZA/UM per sviluppare il gioco. Il nome utilizzato dallo studio, "za um", fa riferimento al linguaggio costruito Zaum, creato dai poeti d'avanguardia russi all'inizio del 1900 e può essere letto in russo come "per la mente" o "dalla mente". Lo sviluppo del gioco ha avuto inizio nel 2016. Durante il primo anno, il team riuscì ad assicurarsi il capitale di rischio tramite un finanziamento da parte di un fondo britannico. Inizialmente, la sede di ZA/UM era una casa occupata in una vecchia galleria d’arte nel centro storico di Tallinn, un open space a due passi da casa di Kender. Kurvitz decise che la colonna sonora dell'opera sarebbe stata composta dalla band British Sea Power. Mentre si trovava a Birmingham per parlare con la band, Kurvitz si rese conto che l'Inghilterra era un posto migliore per il team di sviluppo principale poiché c'erano più risorse locali sia per lo sviluppo che per il doppiaggio. Durante lo sviluppo, parte del personale si è trasferito dall'Estonia a Londra e Brighton, mentre altri designer hanno lavorato dalla Polonia, dalla Romania e dalla Cina.
Al momento dell'uscita del gioco, ZA/UM aveva circa 20 consulenti esterni e 35 sviluppatori interni, con un team di otto scrittori che assistevano Kurvitz nei dialoghi del gioco. Il gioco è stato sviluppato con l'engine Unity.
Nel maggio del 2020 lo studio ha lanciato un programma chiamato "The Great Internationale", con l'obiettivo di supportare i fan che si impegneranno nella traduzione del gioco in varie lingue, fornendo strumenti e linee guida per la traduzione del gioco. Nello stesso giorno, lo studio ha creato un sito web nel quale è stato possibile votare le lingue nelle quali tradurre il gioco.

### Influenze
La direzione artistica del gioco, per la maggior parte in uno stile artistico simile alla pittura, è stata guidata dall'artista Aleksander Rostov, mentre la colonna sonora dell'opera è stata composta dalla band British Sea Power. ZA/UM ha citato diverse opere che hanno influenzato lo sviluppo di Disco Elysium. L'opera che ha influenzato maggiormente il gioco è stato Planescape: Torment, un videogioco del 1999 nel quale si interpreta un personaggio che soffre di amnesia in un mondo di gioco isometrico, con un gameplay fortemente basato sui dialoghi.
Le opere di Émile Zola hanno influenzato lo sviluppo della storia, in quanto basate su storie sulla miseria della vita umana. La serie televisiva The wire ha invece influenzato l'ambientazione della classe operaia del gioco.
Tra le altre opere che hanno influenzato lo sviluppo di Disco Elysium ci sono il videogioco Kentucky Route Zero, la serie televisiva True Detective, le opere letterarie di Dashiell Hammett e dei fratelli Strugackij. Tra gli artisti che hanno influenzato l'opera ci sono Rembrandt, Wassily Kandinsky, Ilya Repin, Jenny Saville e Alex Kanevsky, i quali sono stati d'ispirazione soprattutto per la creazione delle grafiche dei vari personaggi e della grafica del gioco.
Gli autori hanno affermato che devono molto alle opere del poeta estone Arvi Siig; infatti Kurvitz affermò, durante la cerimonia per il "Premio annuale del presidente estone per figure culturali giovanili" del 2020, che "Senza il suo modernismo, Elysium, il mondo in cui è ambientato il gioco, non sarebbe la metà di quello che è", aggiungendo che la visione di Siig di una cultura estone internazionale, radicale e umanista vive in Disco Elysium.

### Sviluppo della trama
Kurvitz affermò che l'obiettivo era quello di avere una trama profonda e completa, con una complessa gamma di scelte e risultati. Tuttavia, sapendo che realisticamente non era possibile coprire tutte le scelte possibili del gioco, Kurvitz e il suo team si sono concentrati su ciò che hanno poi definito "microreattività", ovvero sul modo in cui piccoli atti o decisioni che il giocatore può compiere, come per esempio esprimere un commento imbarazzante, possono propagarsi durante gli eventi della trama. I dialoghi interni con le varie abilità contribuiscono a fornire una critica e l'interiorizzazione di come queste piccole decisioni possano avere effetti più ampi sul mondo di gioco, nello sviluppo della trama e nel rapporto con i personaggi, in modo che il giocatore sia più consapevole delle proprie scelte e delle proprie azioni in futuro. Un fattore dello sviluppo della trama del gioco è il fatto che non esista una vera soluzione; il giocatore può infatti risolvere alcune parti della storia, ma il caso principale è quasi sempre intrattabile, come il resto di Revachol e di Elysium. Gli autori decisero così di creare un compagno per il protagonista, Kim, il quale cerca di mantenere il protagonista sulla buona strada per risolvere alcune parti dell'indagine e per far capire al giocatore che alcune parti della storia, semplicemente, non si possono risolvere. L'idea dei test di abilità è stata inserita all'interno del gioco per far capire al giocatore che il fallimento è alla base di Disco Elysium: fallire un test di abilità non pregiudica necessariamente l’andamento degli eventi del gioco. Questo fallimento impone al giocatore di trovare strade alternative o di indagare più a fondo per trovare una soluzione.
Inizialmente, il gioco doveva uscire nel 2017 e la storia doveva concentrarsi in un'unica città. Tuttavia, ZA/UM mostrò agli investitori che il mondo di gioco doveva essere decisamente più vasto. Questo portò il team a rimandare l'uscita del gioco e a cambiare il nome dell'opera in Disco Elysium. Il titolo ha una doppia chiave di lettura: l'Elysium (chiamato anche Esilio) rappresenta non solo la dimora ultraterrena delle divinità greche, ma anche un luogo remoto posto alla fine del mondo, ovvero, il mondo di gioco. La parola "Disco", invece, deriva dalla parola latina per "apprendere", facendo riferimento al superamento dell'amnesia da parte del protagonista e al conoscere sé stesso. Nonostante ZA/UM avesse inizialmente deciso di pubblicare il gioco tramite Humble Bundle, alla fine ZA/UM scelse di pubblicarlo sulla piattaforma Steam.

### The Final Cut
Nel dicembre del 2020, durante i The Game Awards, fu annunciata una versione migliorata ed espansa del gioco, sottotitolata The Final Cut. Secondo la scrittrice principale Helen Hindpere, la versione The Final Cut è stata creata sulla base dei contributi e dei feedback dei giocatori della versione originale del gioco. Questa nuova versione comprende il doppiaggio completo per i quasi 300 personaggi presenti nel gioco, incluso il doppiaggio per la narrazione e le abilità del giocatore, per un totale di quasi un milione e 200 mila parole. A causa dell'importanza dei personaggi per il gioco, ZA/UM ha deciso di mantenere la direzione al doppiaggio interna al team di sviluppo, piuttosto che affidare il compito ad un team esterno, cosa tipica per i giochi di ruolo di questa natura. Ci sono voluti all'incirca quattordici mesi per completare il casting globale e la registrazione del doppiaggio. ZA/UM decise di richiamare i doppiatori della versione originale per completare le parti mancanti e di cercare delle nuove voci adatte a più ruoli, soprattutto per i personaggi minori.
Per la voce del narratore e delle abilità del giocatore è stato chiamato il musicista jazz Lenval Brown, il quale ha doppiato quasi la metà dei dialoghi del gioco. Il team ha affermato che Brown è stato essenziale nella creazione di The Final Cut. Brown ha impiegato quasi otto mesi a registrare quasi 350000 parole, mantenendo la sua voce calma, costante e meticolosa per differenziare le diverse sfacettature della personalità del protagonista e delle sue varie abilità.
The Final Cut offre ai giocatori la possibilità di utilizzare una selezione di doppiaggio per il gioco, come per esempio, avere solo la voce fuori campo del narratore mentre gli altri personaggi sono presentati solo come testo e senza doppiaggio.
Dal gioco originale sono state tagliate quattro missioni secondarie, le quali sono state rielaborate e reinserite in The Final Cut, rinominate come: "Political Vision Quest" (missioni di visione politica). Queste erano state originariamente create per incoraggiare i giocatori a riflettere su come avevano creato il loro personaggio e su come avevano deciso di far evolvere le sue ideologie durante la storia, in base alle decisioni prese.
Inoltre, sono state aggiunte delle tracce originali composte dai British Sea Power.

## Pubblicazione
La prima versione di Disco Elysium è stata pubblicata per Windows il 15 ottobre 2019. La versione per MacOS, invece, è stata pubblicata il 27 aprile 2020. Una delle prime traduzioni pubblicate da ZA/UM è stata quella in cinese, pubblicata nel marzo del 2020. Il team ha dovuto però aggirare il sistema di approvazione per la pubblicazione dei giochi in Cina, poiché il gioco contiene al suo interno riferimenti al comunismo, cosa non accettata dal sistema di approvazione cinese. Dopo una pubblicazione estremamente positiva, le recensioni lasciate dai giocatori cinesi indicarono che erano comunque attratti dal gioco.
Sempre nel 2020, ZA/UM pubblicò un aggiornamento per il gioco, che migliorava la stabilità del titolo sui pc con specifiche basse. Inoltre, il team annunciò che il gioco sarebbe stato tradotto in spagnolo, coreano, russo, e portoghese brasiliano, mentre la Testronic Labs si sarebbe occupata delle traduzioni in francese e tedesco. In seguito alla pubblicazione del gioco, Robert Kurvitz annunciò che aveva intenzione di lavorare a un'espansione per il gioco e ad un seguito. Inoltre, annunciò che aveva in programma la traduzione del suo libro in lingua inglese e che avrebbe lavorato alla realizzazione di un gioco da tavolo chiamato You Are Vapor. Nel 2021 il team ZA/UM lanciò sul mercato poster e vestiti ispirati a quelli del gioco.

### The Final Cut
The Final Cut fu pubblicato il 30 marzo 2021 per PlayStation 4, PlayStation 5 e Google Stadia, insieme a un aggiornamento gratuito per le versioni PC e McOS. Mentre la versione originale non ha subito la valutazione da parte della Australian Classification Board, poiché pubblicato digitalmente, la versione per console, che è stata distribuita in formato fisico, ha subito una revisione da parte dell'ente australiano, il quale ha rifiutato il gioco, rendendone illegale la vendita nel paese a causa dei contenuti riguardanti l'uso di droghe, violenza, sesso e criminalità. In seguito ad un ricorso da parte di ZA/UM, il gioco è stato distribuito con una classificazione R18+ (solo per adulti), poiché l'ente ha riconosciuto che il gioco forniva disincentivi relativi all'assunzione di droghe, poiché "l'uso regolare di droghe porta a conseguenze negative per la progressione del giocatore nel gioco". Il gioco fu pubblicato nel 2022 in Giappone dalla casa editrice Spike Chunsoft. Nel 2021, con l'aggiornamento "Jamais Vu", il gioco fu tradotto in polacco e nell'ottobre del 2022 il gioco fu tradotto in lingua turca. La versione per Playstation, tuttavia, alla pubblicazione soffrì di alcuni bug, che rendevano impossibile completare determinate missioni all'interno del gioco. Tali bug sono stati risolti in seguito tramite un aggiornamento.
Insieme alla versione fisica di The Final Cut, è stata annunciata un'edizione limitata da collezione, al prezzo di 249,99€, che include:
- Il gioco completo
- Una confezione alternativa per il gioco, chiamata Layers of the Id
- Una scultura in vinile dipinta a mano
- Un Artbook con copertina rigida
- Una Mappa illustrata in tessuto del Distretto di Martinaise

## Accoglienza
| Testata        | Giudizio |
| -------------- | -------- |
| Multiplayer.it | 9.2/10   |
| Everyeye.it    | 8.8/10   |
| Gameblog       | 10/10    |
| IGN Italia     | 9.1/10   |
| IGN USA        | 10/10    |
| Gamespot       | 10/10    |
| Destrctoid     | 7/10     |
| Famitsū        | 32/40    |
| PCGamesN       | 9/10     |
| Game Informer  | 9/10     |
| Metacritic     | 97/100   |
| Spaziogames.it | 9/10     |
| Eurogamer.it   | 8/10     |

Disco Elysium è stato accolto in modo estremamente positivo dalla critica: la versione PC del gioco presenta un punteggio di 97/100 sul sito aggregatore di recensioni metacritic. PC Gamer ha elogiato il titolo per la sua profondità di trama, per la libertà concessa al giocatore, per la narrazione e lo ha definito uno dei migliori giochi di ruolo per PC.
IGN Italia ha elogiato il gioco per la profondità e per l'ottima caratterizzazione dei personaggi presenti nel mondo di Elysium e per il sistema delle abilità fornite al giocatore mentre IGN inglese ha elogiato la componente Open world del gioco, paragonandola a quella di The Witcher 3. La testata Gamespot, invece ha dato al gioco un voto di 10/10 sin dalla sua prima uscita. PCGamesN ha elogiato il gioco, affermando che il titolo ha gettato le basi per i futuri sistemi di esplorazione e dialoghi. Il gioco è il titolo per PC con la valutazione più alta su Metacritic.

### Riconoscimenti
Il gioco è stato candidato a 4 premi ai The Game Awards, rispettivamente per miglior narrativa, miglior gioco indipendente, miglior gioco di ruolo e gioco indipendente innovativo ed è riuscito a vincerli tutti e quattro. Inoltre, negli anni successivi riuscì a vincere diversi premi. Il gioco è stato inserito da molte testate tra i migliori giochi del 2019.
Tra i premi vinti da ZA/UM e da Disco Elysium ci sono:
- 2019 - Premio "Miglior narrativa" ai The Game Awards[49]
- 2019 - Premio "Miglior gioco indipendente" ai The Game Awards[50]
- 2019 - Premio "Miglior gioco di ruolo" ai The Game Awards[49]
- 2019 - Premio "Fresh Indie Game (ZA/UM)" ai The Game awards
- 2020 - Premio "Outstanding Achievement in Story" ai D.I.C.E Awards[51]
- 2020 - Premio "Miglior Narrativa" ai Game Developer Choice Awards[52]
- 2020 - Premio "Miglior debutto" ai Game Developer Choice Awards[52]
- 2020 - Premio "Matthew Crump Cultural Innovation Award" ai SXSW Gaming Awards[53]
- 2020 - Premio "Eccellenza nella narrativa" ai SXSW Gaming Awards[53]
- 2020 - Premio "Gioco al debutto" ai British Academy Games Awards[54]
- 2020 - Premio "Miglior colonna sonora" ai British Academy Games Awards[54]
- 2020 - Premio "Miglior Narrativa" ai British Academy Games Awards[54]

## Problemi legali
Nell'ottobre del 2022 Martin Luiga, un membro di ZA/UM, ha annunciato che, Robert Kurtvitz, Helen Hindpere e Aleksander Rostov sono stati licenziati ed allontanati dall'azienda, inoltre, lo stesso Luiga ha affermato la dissoluzione dell'associazione culturale ZA/UM, un'entità diversa dal team di sviluppo, ma comunque collegata. Questa decisione è stata presa in quanto l'organizzazione non rappresenta più i valori che un tempo hanno permesso al gruppo di lavorare a Disco Elysium. Lo stesso Rostov affermò che lui e i suoi compagni, le menti principali dietro al progetto Disco Elysium, erano stati licenziati e che non lavoravano più al progetto già dalla fine dell'anno precedente.
All'inizio di novembre 2022 c'è stata una serie di dichiarazioni da parte di Kurvitz e di Rostov, i quali accusano alcuni azionisti di ZA/UM aver acquisito in modo fraudolento la quota di maggioranza. Inizialmente, la quota di maggioranza apparteneva a Margus Linnamäe, ma nel 2021 la maggioranza era stata rilevata dalla Tütreke OÜ, una holding di proprietà di Ilmar Kompus e Tõnis Haavel. I due autori sostengono che la Tütreke OÜ abbia acquisito la quota di maggioranza utilizzando i fondi della stessa ZA/UM. Kurvitz e Rostov sostengono di avere ancora un certo controllo sui diritti della proprietà intellettuale di Disco Elysium, e che quindi avrebbero dovuto avere voce in capitolo nel bloccarne la vendita.
Lo studio ZA/UM ha respinto tali accuse e in una dichiarazione ha affermato che gli ex dipendenti erano stati licenziati per non aver svolto il loro lavoro in maniera consona al ruolo da essi ricoperto. Gli autori sono stati accusati di assenteismo e di aver creato un posto di lavoro malsano, abusi verbali e di discriminazione di genere verso gli altri dipendenti della compagnia.
 Alcuni dipendenti di ZA/UM hanno fornito delle dichiarazioni anonime alla testata GamesIndustry.biz, la quale ha in parte confermato in maniera indipendente le accuse, tuttavia, la stessa testata afferma che la situazione non è né bianca né nera.
Il procedimento legale è stato avviato da Kaur Kender, il produttore esecutivo di Disco Elysium, il quale aveva posto domande simili sul cambiamento nella gestione di Zaum, portando al suo licenziamento. Secondo Kender, Kompus si sarebbe servito della sua compagnia per acquistare bozzetti del sequel di Disco Elysium da ZA/UM a poco più di 1 euro, per poi rivenderli nuovamente allo studio estone per 4,8 milioni di euro. Tale somma sarebbe poi stata utilizzata per acquistare la quota di maggioranza e di conseguenza, impossessarsi della compagnia.
Nel dicembre 2022, Kender ritirò la sua causa contro la compagnia Tütreke, controllata da Ilmar Kompus. Secondo l'organo di stampa estone Estonian Ekspress, Kompus e la sua compagnia Tütreke avrebbero versato 4,8 milioni di euro nelle casse di ZA/UM. Tuttora è in corso un'altra disputa legale che riguarda Kurvitz e Rostov a seguito del loro licenziamento.

## Eredità
Nel 2020 ZA/UM annunciò una collaborazione con la società di produzione dj2 Entertainment per sviluppare una serie televisiva basata sul gioco, la quale verrà pubblicata su Prime Video.